# 宮本忠雄
宮本 忠雄（みやもと ただお、1930年3月11日 - 1999年1月28日）は、日本の医学者・精神科医。専門は精神病理学。自治医科大学名誉教授。元日本精神神経学会会長。学位は、医学博士（東京医科歯科大学）。

## 来歴
- 1930年 - 埼玉県草加市に生まれる
- 1954年 - 東京医科歯科大学医学部医学科卒業
- 1959年 - 医学博士（東京医科歯科大学）[2]
- 1967年 - 東京医科歯科大学医学部精神科助教授
- 1968年 - ドイツ・ハイデルベルク大学精神医学教室留学[1]
- 1973年 - 自治医科大学医学部精神医学教室主任教授（初代教授）
- 1975年 - フランス国立保健医学研究所（INSERM）留学
- 1995年 - 定年退官。自治医科大学名誉教授
- 1999年 - 逝去。勲四等に叙せられる[3]

## 人物
ルートヴィヒ・ビンスワンガー、モーリス・メルロー＝ポンティ、ジャック・ラカンなどを翻訳した。日本における病跡学の先駆者として知られる。島崎敏樹、宮本忠雄と続く文明論的病理学の一大系譜を築いた。

## 受賞
- 1986年 - 日本芸術療法学会賞
- 1998年 - 日本病跡学会賞

## 叙勲
- 1999年 - 勲四等瑞宝章

## 学会
- 日本精神神経学会元会長（1975年）
- 日本精神病理学会元理事
- 日本病跡学会元会長（1977年・1988年）、理事長、名誉会長
- 日本芸術療法学会元会長（1977年・1988年）
- 日本社会精神医学会元会長（1984年）

## 著書

### 単著
- 『精神分裂病の世界』 紀伊国屋新書 1966
- 『人間的異常の考察』 筑摩書房 1970
- 『現代の異常と正常 精神医学的人間学のために』 平凡社 1972
- 『言語と妄想 危機意識の病理』 平凡社 1974 のちライブラリー
- 『虚像のなかの現代 社会における異常と正常』 PHP研究所 1974
- 『子供があぶない 社会病理から見た教育診断』 佼成出版社 1979.5
- 『妄想研究とその周辺』 弘文堂 1982.7
- 『心がなくなる 病いとしての現代』 思潮社 1983.7
- 『こころの病理』 日本放送出版協会 1985.1（NHK市民大学）
- 『作品のこころ』を読む 吉富製薬 1996.6
- 『病跡研究集成 創造と表現の精神病理』 金剛出版 1997.8

### 共編著
- 『幻覚の基礎と臨床』 高橋良、宮坂松衛共編 医学書院 1970
- 『診断・日本人』 日本評論社 1974
- 『分裂病の精神病理 2』 東京大学出版会 1974
- 『講座・こころの科学 1-3』 島薗安雄共編 日本評論社 1975
- 『精神分裂病』 横井晋、佐藤壱三共編 医学書院 1975
- 『躁うつ病の精神病理 2』 弘文堂 1977.12
- 『患者論』 上田宣子共著 メヂカルフレンド社 1982.4（最新医療秘書講座）
- 『精神分裂病の精神療法』 金剛出版 1984.3
- 『精神医学』 メジカルビュー社 1984
- 『半未来社会の狂気と正気 ニューメディアは狂気を準備するか』 東京書籍 1987.10（シリーズ1990）
- 『睡眠の正常と異常』 大熊輝雄共編 日本評論社 1998.10（こころの科学セレクション）

### 翻訳
- 『注意とその病態』 アレクサンドル・バル 島崎敏樹共訳 白水社（文庫クセジュ） 1957
- 『心理療法の26章』 ヴイクトール・E・フランクル みすず書房 1957
- 『性格学入門』 ローラッヘル みすず書房 1959
- 『精神分裂病』 ルートヴィヒ・ビンスワンガー 新海安彦、木村敏共訳 みすず書房 1960
- 『出会いによる精神療法』 ハンス・トリュープ 石福恒雄共訳　牧書店 1965
- 『性格学入門』 ローラッヘル みすず書房 1966
- 『現象学的人間学 講演と論文第1』 ビンスワンガー 荻野恒一、木村敏共訳 みすず書房 1967
- 『エクリ 1』 ジャック・ラカン 竹内迪也、高橋徹他共訳 弘文堂 1972
- 『知覚の現象学 第2』 メルロ＝ポンティ 竹内芳郎、木田元共訳 みすず書房 1974
- 『フロイトと今日の精神分析』 ベルナール・パンゴー編 青土社 1976.12
- 『味と雰囲気』 フベルトゥス・テレンバッハ 上田宣子共訳 みすず書房 1980.8
- 『二人であることの病い パラノイアと言語』 ジャック・ラカン 関忠盛共訳 朝日出版社 1984.6（ポストモダン叢書 1）
- 『家族複合』 ジャック・ラカン 関忠盛共訳 哲学書房 1986.6
- 『人格との関係からみたパラノイア性精神病』 ジャック・ラカン 関忠盛共訳 朝日出版社 1987.4
- 『妄想』 L.ビンスワンガー 関忠盛共訳 みすず書房 1990.9

## 論文
- 「実体的意識について-精神分裂病者における他者の現象学」 『精神神経学雑誌』 第61巻 10号 1959
- 「現存在分析」 『精神医学最近の進歩・第II巻』 医歯薬出版 1960
- 島崎敏樹と共著 「天才と狂気」 『性格心理学講座 4. 性格の異常と指導』 金子書房 1960
- 「妄想の人間学的対人関係論-二人称の精神病理学からみる」 『精神医学』 第3巻 1号 1961
- 「分裂病性幻覚について-人間学的知覚論の立場から」 『精神神経学雑誌』 第64巻 9号 1962
- 小田晋と共著 「宗教病理」 『異常心理学講座 5. 社会病理学』 みすず書房 1965
- 「精神病理学における時間と空間」 『異常心理学講座 10. 精神病理学 4』 みすず書房 1965
- 「ビンスワンガー」 『異常心理学講座 7. 精神病理学 1』 みすず書房 1966
- 「狂気論序章」 『科学朝日』 1970
- 「近代日本における狂気」 『からだの科学』 1970
- 「パトグラフィー」 『異常心理学講座 9. 精神病理学 3』 みすず書房 1973

## 関連人物
- 島崎敏樹
- 笠原嘉
- 安永浩
- 木村敏
- 小田晋
- 中井久夫
- 永田俊彦
- 市橋秀夫
- 加藤敏
- 井原裕